# Juan Salazar Galindo
Gral. Juan Salazar Galindo fue un militar mexicano que participó en la Revolución mexicana. Nació en Cuernavaca, Morelos, el 27 de diciembre de 1877, siendo hijo de León Salazar y de Francisca Galindo, ambos de origen campesino. En mayo de 1911 se incorporó a las fuerzas maderistas bajo las órdenes de Lucio Moreno. En agosto de 1911 se incorporó a las fuerzas maderistas del general Amador Salazar. Por su destacada participación en los combates contra las tropas federales huertistas fue ascendido a general de brigada. A finales de 1914 fue comandante militar en la Villa de Guadalupe, Distrito Federal. En 1915 se encargó de la defensa del Cerro Gordo hasta que los carrancistas volvieron a ocupar la Ciudad de México, en agosto de ese año. En 1916 combatió a las fuerzas carrancistas en la zona de Tlaltizapán. Permaneció fiel a la causa zapatista. En 1920, al triunfo del movimiento de Agua Prieta, ingresó al Ejército Mexicano, al mando del Gral. Genovevo de la O. En 1943 se retiró y fue presionado. Radicó en Cuernavaca, Morelos, dedicado a sus negocios. Murió el 15 de octubre de 1945.